# Supernova typ Ib och Ic
En supernova typ Ib, förkortat till SN Ib och en supernova typ Ic, förkortat till SN Ic, är en supernova som uppkommer vid kollapsen av en mycket massiv stjärna. På det sättet skiljer sig typ Ib och typ Ic helt från typ Ia, som uppstår när en vit dvärg drar till sig materia från en närbelägen grannstjärna som svällt upp till en röd jätte. Typ Ib och Ic kan till exempel vara en Wolf-Rayet-stjärna, som under sin utveckling kastat ut sitt hölje i rymden och blottlagt den heta kärnan.

## Egenskaper
Typ Ib har tydliga heliumlinjer i sitt spektrum medan typ Ic helt saknar dem. Supernovor av typen Ib och Ic har inget gemensamt med supernovor av typen Ia, förutom avsaknaden av väte, något som särskiljer supernovor typ I från typ II. Typ Ib och Ic saknar till exempel de absorptionslinjer av kisel som typ Ia har.
Supernovor av typen Ib och Ic exploderar av samma anledning som en supernova av typ II, nämligen att stjärnans kärna kollapsar när strålningstrycket inte längre kan hindra att gravitationen försätter den i fritt fall.